# Makedonikos FC
El Makedonikos FC (en griego: ΠΑΕ Μακεδονικός) es un equipo de fútbol de Grecia que juega en la Segunda Superliga de Grecia, la segunda división de fútbol del país.

## Historia
Fue fundado en el año 1928 en la ciudad de Neapoli en Salónica por refugiados macedonios provenientes de Turquía luego de finalizada la guerra greco-turca con el nombre Prosfygiki Enosis y es el club más famoso del oeste del estado. En 1936 el club cambia su nombre por el actual por sugerencia del entonces presidente Metaxas y se mudaron a la ciudad de Efkarpia.
El club juega por primera vez en la Superliga de Grecia en la temporada 1982/83, pero desciende esa misma temporada, pero el club cuenta con datos interesantes en su corta estancia en la máxima categoría:

1- Es el único equipo que ha militado en la Superliga de Grecia que nunca ha perdido un partido ante el Olympiakos FC (0-0 en Efkarpia y 1-1 en Pireo).

2-Nunca ha perdido un partido de local en la Superliga de Grecia ante el Panathinaikos FC (3-0), PAOK FC (0-0), Aris Salónica FC (1-0), AEK Atenas FC (1-0) ni Iraklis FC (0-0), los cuales son los equipos de fútbol más famosos de Grecia.
Fue uno de los equipos más fuertes de la Beta Ethniki y fue refundado en el año 2013 luego de problemas financieros que los declararon en bancarrota.

## Palmarés
- Beta Ethniki: 1

1981-82
- Gamma Ethniki: 1

1987-88
- Fourth Division: 1

2007-08
- EPSM Championship: 2

1946-47, 2015-16
- EPSM Cup: 1

2015-16

## Jugadores

### Jugadores destacados
| - Giorgos Karamihalos - Fanis Tountziaris - Nikos Sakellaridis - Giannis Damanakis - Giannis Gounaris - Christos Giannakoulas - Kostas Iliadis | - Theodoros Apostolidis - Thanasis Beltsos - Grigoris Fanaras - Panagiotis Kermanidis - Kostas Drambis - Kostas Tsironis - Giorgos Koulakiotis | - Takis Nikoloudis - Christos Terzanidis - Michalis Iordanidis |